# اختبار الرخصة الطبية الأمريكية الخطوة 2 (المعرفة السريرية)
اختبار ال USMLE step2  أو ما يعرف "بالمعرفة السريرية"، هو المرحلة الثانية من اختبار الرخصة الطبية الأمريكية، مدة هذا الاختبار تسع ساعات تقتضي بالإجابة على أسئلة الاختيار من متعدد، يكون التركيز في هذه المرحلة أكثر على التطبيقات السريرية للمعرفة الطبية على خلاف المرحلة الأولى ( USMLE step 1 ).
يقيم هذا الاختبار القدرة على تطبيق المعرفة والمهارات الطبية، ومدى فهم العلوم السريرية الضرورية لتقديم الرعاية للمريض تحت إشراف الطبيب, عادة ما يخضع طلاب الطب لهذا الاختبار خلال السنة الرابعة من المرحلة الجامعية.
منذ عام 2010، يتم التقدم للاختبار في أمريكا الشمالية برسوم تسجيل مقدارها 580 دولار لطلبة الطب في الولايات المتحدة، و 850 دولار للطلبة من الدول الأخرى، مع وجود رسوم إضافية تفرض على المتقدمين للاختبار في مناطق أخرى خارج الولايات المتحدة أو كندا.

## روابط خارجية
- Official webpage in the USMLE website about Step 2CK
- Surgery Multiple choice questions from exams